# Sequoyah

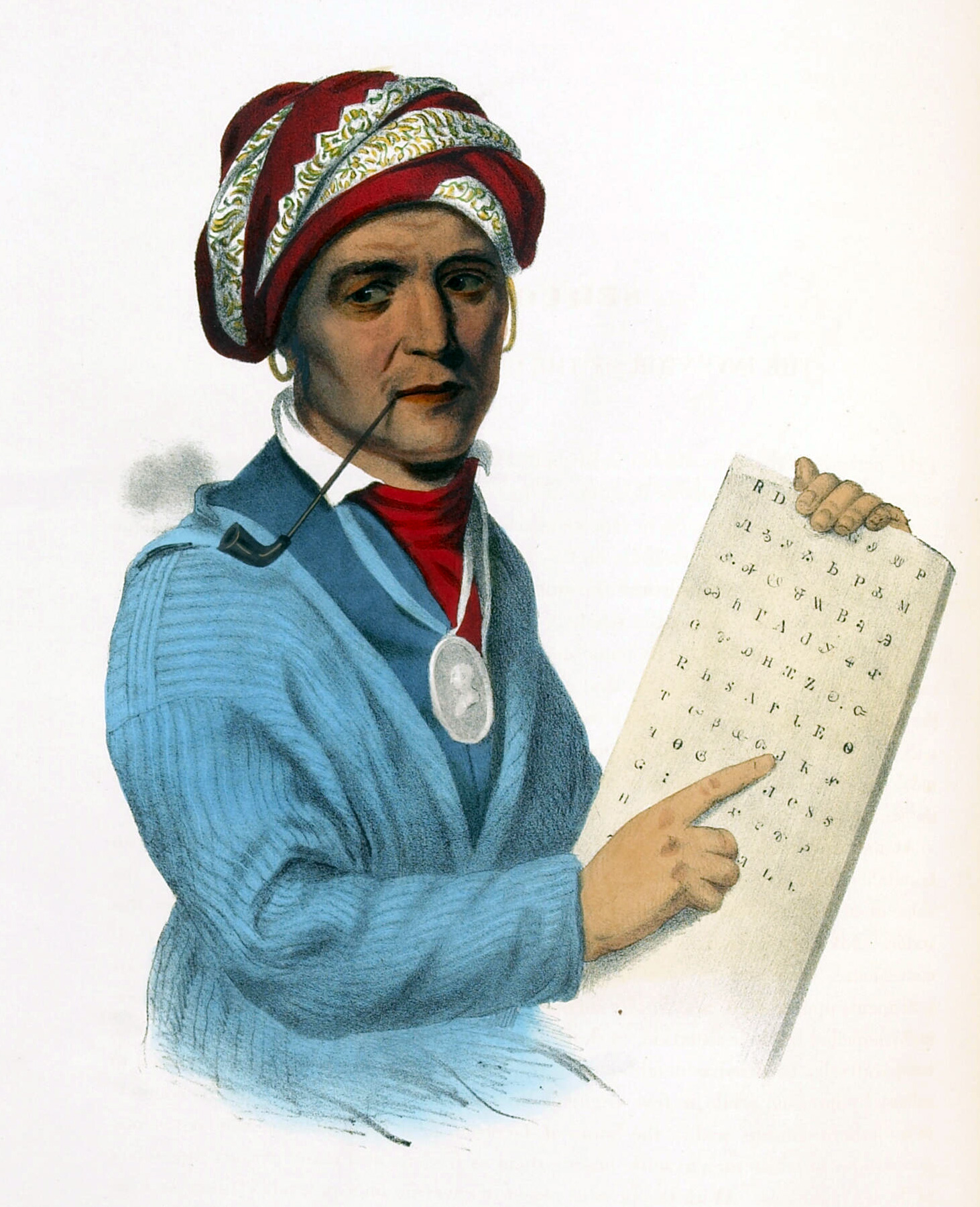
Sequoyah

Sequoyah (Cherokee: ᏍᏏᏉᏯ S-si-quo-ya, of ᏎᏉᏯ Se-quo-ya), ook bekend als Guess, Guest of Gist, (1767 - juli of augustus 1843) was een Cherokee zilversmid die een syllabenschrift voor het Cherokee ontwikkelde.

## Geboorte en jeugd
De precieze tijd en plaats van Sequoyahs geboorte zijn onbekend, aangezien er geen geschreven documenten van bestaan. Speculatie en giswerk van historici stelt dat het ergens tussen 1760 en 1776 geweest moet zijn. Wat betreft de locatie, wordt er vermoed dat het Tennessee, Georgia, Alabama of South Carolina geweest moet zijn. James Mooney, een prominente antropoloog en historicus die zich bezighield met de Cherokee citeert een neef van Sequoyah, die zei dat Sequoyah en zijn moeder zijn jonge jaren doorbrachten in Tuskegee. Tennessee.
De naam Sequoyah of Sikwâ'yǐ is vermoedelijk afgeleid van het Cherokee woord siqua, wat 'zwijn' betekent. Dit is óf een verwijzing naar een misvorming uit zijn kindertijd, dan wel een verwonding waardoor Sequoyah gehandicapt raakte.
Van zijn moeder is bekend dat ze een Cherokee was en tot de paint-clan behoorde. Mooney stelt dat ze het nichtje was van een Cherokee-stamhoofd. Zijn vader was blank of gedeeltelijk blank en gedeeltelijk indiaans. De bronnen verschillen van mening over de precieze identiteit van Sequoyahs vader, maar velen (waaronder Mooney) suggereren dat hij mogelijkerwijs een bonthandelaar was of de zoon van Christopher Gist, een scout in dienst van George Washington.
Het feit dat Sequoyah geen Engels sprak zou een indicatie kunnen zijn dat hij en zijn moeder verlaten waren door zijn vader. Op een onzeker tijdstip voor 1809 verhuisde Sequoyah naar de Wills Valley in Alabama. Daar vestigde hij zich als zilversmid. Hij zou gevochten kunnen hebben in de Creek War van 1813 tot 1814, tegen de red sticks. Als hij gehandicapt was, is het onwaarschijnlijk dat hij meegevochten heeft, maar sommige historici stellen dat zijn handicap het gevolg was van een verwonding die hij tijdens een oorlog heeft opgelopen.

## "Pratende Bladeren" en een syllabisch schrift

Voorbeeld van het schrift dat Sequoyah ontwikkelde. De eerste drie karakters betekenen tsalagi, wat "Cherokee." betekent

Als zilversmid had Sequoyah vaak te maken met blanken die zich in de omgeving gevestigd hadden. Vaak waren de inheemse Amerikanen onder de indruk van het schrift van de blanken, en noemden hun correspondentie vaak "pratende bladeren". Rond 1809 begon Sequoyah met het ontwerpen van een schriftsysteem voor de Cherokeetaal.
Na pogingen om een karakter voor elk woord te maken, besloot Sequoyah om ieder woord in lettergrepen te verdelen, en een karakter voor iedere lettergreep te maken. Gebruik makend van het Latijnse en mogelijkerwijs het Cyrillische alfabet, creëerde hij 85 karakters, die de verschillende lettergrepen voorstellen. Het duurde 12 jaar voordat Sequoyah klaar was met dit karwei.
Er was bij zijn mede-Cherokees enige twijfel over de waarde van dit schrift. Om het nut van zijn creatie te bewijzen, leerde Sequoyah zijn dochter Ah-yo-ka hoe ze moest lezen en schrijven in het Cherokee. Nadat hij de plaatselijke bevolking versteld had doen staan met zijn nieuwe schrift, probeerde Sequoyah zijn kunstje alleen bij medicijnmannen te vertonen, die hem afwezen omdat ze dachten dat hij bezeten was door kwade geesten. Uiteindelijk probeerde Sequoyah zijn schrift te demonstreren op een bijeenkomst van Chickamauga-krijgers. Snel verspreidde het nieuws zich, en de Cherokee gingen naar school om deze nieuwe taal te leren. In 1823 was het schrift volop in gebruik bij de Cherokee Nation. Het schriftsysteem werd in 1825 tot het officiële systeem verklaard.

## Het leven in Arkansas en verder naar het westen
Na de acceptatie van zijn schriftsysteem in 1825 liep Sequoyah naar het nieuwe Cherokee-territorium in Arkansas. Daar zette hij een smidse op. Hij bleef het schriftsysteem onderwijzen aan iedereen die naar hem toe kwam. In 1828 reisde Sequoyah naar Washington, D.C. als deel van een delegatie om te onderhandelen over een verdrag betreffende land in Oklahoma.
Zijn reis bracht hem in contact met vertegenwoordigers van andere stammen vanuit de hele natie. Door deze ontmoetingen besloot hij een schriftsysteem te ontwikkelen dat door alle indianen gebruikt kon worden. Met deze gedachte in zijn achterhoofd begon Sequoyah te reizen naar gebieden in wat nu Arizona en New Mexico zijn.
Bovendien droomde Sequoyah ervan om de versplinterde Cherokee Nation herenigd te zien. Hij stierf op een reis naar Cherokees in New Mexico, tussen 1843 en 1845.

## De naam Sequoyah
- De naam van het district waar Sequoyah gewoond had in Oklahoma werd in 1851 veranderd in Sequoyah district.
- Van de naam van de boomgeslacht sequoia wordt geloofd dat hij naar Sequoyah vernoemd is, maar sommige botanici betwisten dit. De botanicus Stephan Endlicher gaf bij de beschrijving van het geslacht immers geen verklaring over de oorsprong van Sequoia zodat dit onderwerp van speculatie blijft.
- Het voorstel van de staat Sequoyah werd naar hem vernoemd.